# Зелени кров
Зелени кров је одличан начин да се избегне употреба скупих плочица за покривање крова. Ако су добро направљени, представљају топлотну изолацију на спољној страни куће, а такође су и лепи јер на себи могу имати травњак, цветњак или повртњак. Оријентација куће у односу на стране света омогућава сунцу да што више продре у унутрашњост и удара у топлотну масу, подове и зидове који акумулирају топлоту. Зелени кров спречава губитак топлоте зими, а лети освежава животни простор.
Зелени кров може послужити и као тераса, јер би његов нагиб требао бити минималан, толико да вода може одводити. Довољан је нагиб од само 0,5%. Иначе, нагиб зелених кровова не би требало да буде већи од 40° због ерозије и очувања компактности зелене масе. Међутим, постоје технологије изградње на већим падинама, али оне такође коштају. У зависности од статике зграде, треба обратити пажњу и на тежину зеленог крова. Постоје они код којих је слој земље дебео пола метра, до оних са врло танким слојем земље . А у бале можете ставити и шљунчане или сламнате бале са којих вегетација почиње током времена, прво печурке, а затим житарице од преосталог семена. Врете бале временом, тако да органски материјал остаје погодан као изолатор. Слама се углавном користи за покривање кровова на пољопривредним зградама.

## Предности зелених кровова
Зелени кровови имају много предности у односу на обичне кровове: делују као топлотна изолација, смањујући тако трошкове грејања и хлађења у зградама испод себе за око 20%, а затим продужавају век трајања крова штитећи га од ултраљубичастог зрачења, великих промена температуре и механичка оштећења (нпр. град). Такође апсорбују звук и смањују утицај буке, филтрирају ваздух и стварају бољу микроклиму.
Када киша падне на класични кров, она је испере, а таква нефилтрирана вода се меша са загађивачима са улице и канализацијом, па је неопходно уложити велика средства у њен третман. Иако су инвестициони трошкови постављања зеленог крова два до три пута већи од улагања за класични кров, ова инвестиција се врло брзо исплати уштедом енергије за грејање или хлађење. Поред могућности уштеде енергије, равни зелени кровови у урбаним срединама могу постати оазе зеленила, места за одмор и опуштање надохват руке, истовремено пружајући станиште и уточиште разним животињским врстама.
У зависности од дебљине и врсте покривних слојева, бука у унутрашњости зграде са зеленим кровом може се смањити и до 40 дБ . Због тога стручњаци препоручују да се унутар и око аеродрома, фабрика, великих гаража, болница, школа, вртића, тржних центара и свих локација на којима су тишина и баланс температуре постављени као главни захтеви, што више примењује кровне баште. У Немачкој, светском лидеру у „кровној хортикултури “, ово је већ општеприхваћен начин размишљања.

## Пасивна соларна архитектура
Енергетски ефикасна градња такође подразумева пасивну соларну архитектуру, која се не односи толико на материјале који се користе у грађевинарству, већ на дизајн . Суштина ове архитектуре је добро планирање, максимална употреба соларног грејања, а резултат - смањење потребе за осталим горивима за грејање до 90%. Преградне зидове треба градити од материјала са високим топлотним капацитетом, као што су чврста цигла, камен и бетон . Дрво нема способност складиштења топлоте. Топлотна маса је такође важна лети, јер апсорбује топлоту из простора, чинећи је хладнијом.
Стаклене површине не би смеле бити превелике, јер се током ноћи и облачних дана топлота углавном губи кроз прозоре. Да би се смањио губитак топлоте кроз стаклене површине, користи се изоловано или термо стакло, а ноћу је стакло покривено. Велике стаклене површине могу проузроковати прегревање просторије у топлијем делу године. Решење је стреха која спречава продирање сунца кроз прозоре у сунчаним данима. Његова географска ширина треба израчунати у зависности од географске ширине на којој је објекат изграђен. Наиме, орбита Сунца није свуда на Земљи иста. Пут летњег сунца је висок, а зимског ниског. Садња лишћара или пењачица на јужној страни куће такође може помоћи. Биљке спречавају директан продор сунчеве топлоте лети, а зими, када су голе, пропуштају је.

## Врсте зелених кровова
Зелене кровове некада је било нормално видети у северној Европи, где су се користили кровови травњака, и у америчкој прерији, где су били уобичајена пракса у земљаним кућама . Зелени кров је у основи кров на којем је засађена одређена одговарајућа вегетација. Последњих деценија зелени кровови се враћају и постају све неизбежнији у пројектима урбаниста, градитеља и архитеката, пре свега због могућности ублажавања екстремних временских услова. Док летње температуре на стандардним крововима могу достићи и до 65 °C, зелени кровови могу у просеку да охладе оближње површине у просеку око 16 - 17 °C, што их, у ствари, поставља непосредно иза уличног дрвећа, смањујући тако феномен урбаних топлотних острва .
Зелени кровови су подељени у две главне групе:
- обимни зелени кровови и
- интензивни зелени кровови.

### Пространи зелени кровови
Сврха опсежног кровног врта је да има природну, лагану вегетацију која захтева минимално одржавање. Углавном се користи седам. Такође се могу парирати заједнице са биљкама отпорним на сушу и седумима. Осмишљен је стандардни вишеслојни дизајн опсежне кровне баште који укључује слојеве за различите функције: слој који омогућава раст вегетације, филтрацију и дренажу. Слој који омогућава раст вегетације је супстрат са минералним саставом и малим садржајем органске материје . Супстрат мора имати способност задржавања воде и хранљивих састојака и обезбедити довољно простора за корен биљке.
Вишак воде коју биљке не могу апсорбовати треба поуздано уклонити. Дренажни слој, који садржи функције акумулације и дренаже, такође је саставни део овог система. Између подлоге и дренажног слоја поставља се слој филтера који задржава ситне честице из подлоге и самим тим осигурава да систем одводње дугорочно наставља своју функцију.
Масу система углавном одређује подлога. Тежина стандардне минералне подлоге је приближно 10 до 13 кг / м 2 по цм дебљине слоја у стању засићеном водом. За садњу седума препоручује се дебљина подлоге од најмање 6 cm. Када су укључени вегетација, филтер и дренажни слој, маса је приближно 70 до 100 кг / м 2 . Седум или биљке са супстратом дебљине најмање 8 cm због корења, могу тежити од 90 до 130 кг / м 2 .
Употребом специјалног система за лагане кровне баште за кровове са малим оптерећењем, укупна тежина се може одржавати испод 70 кг / м 2 . Али тада вегетација има ограничен простор на корену. Обимно биље захтева минимално одржавање, што не значи да уопште не захтева одржавање. Најважнији задатак одржавања је редовно уклањање корова и ђубрење подлоге по потреби.
Заливање, бар укорењеним екстензивним биљкама, није потребно. Само нове биљке у сушним периодима могу захтевати заливање. Све док жељена вегетација не покрије жељену површину крова након једне или две сезоне, потребно је мало више одржавања. После тога су довољна два одржавања и посета крову годишње. Било би идеално у рано пролеће и јесен.

### Интензивни зелени кровови
Интензивно биље нуди широк спектар могућности дизајна, укључујући стварање кровне баште. Могу се створити подручја за сунчање, па чак и садити дрвеће. Ако је вегетацијски слој довољно дубок и ако се обезбеди довољно воде и хранљивих састојака, услови за раст биљака на крову могу бити практично добри као на тлу. Планирање интензивног зеленог крова, посебно одабир погодних биљака, захтева знање стручњака. Травњаци и ниско растиње захтевају најмање 20 cm подлоге. Упркос великом капацитету супстрата да задржи воду, интензивне биљке уопште, а посебно травњаци, морају се редовно заливати током сушних периода. У баштама на крову, као и у било којем врту на земљи, постоји директна веза између квалитета неге и одржавања и стања вегетације. С обзиром на широк спектар могућности за интензивну садњу, препоручује се утврђивање индивидуалног програма одржавања. Одржавање потребно интензивним зеленим крововима је знатно веће него код екстензивних зелених кровова. Као смерница за њихово одржавање може се сматрати одржавање које захтева упоредиву башту на земљи.
Идеалан нагиб крова је између 1 ° и 5°. Косе кровне конструкције нису проблем за интензивне кровне вртове; опсежна кровна башта захтева планирање. Код косих кровова са косинама изнад 5° препоручује се употреба система за садњу косих кровова, а може се градити и за косине до 25°.